# Banc Agrícola i Comercial
El Banc Agrícola i Comercial va ser una entitat financera mallorquina organitzada com una societat anònima. Va ser constituïda a Palma el juliol del 1881, amb un capital social de 5 milions de pessetes repartit en 10.000 accions. El seu primer president va ser Jeroni Rius Salvà i els vicepresidents eren Pere Sampol i Rosselló i Jaume Villalonga Fortuny. Tenia com a finalitat finançar les operacions agràries o hipotecàries, adquirir, millorar o conservar tota classe de béns immobles, a la vegada que subscrivia i contractava emprèstits del govern, del municipi o de la província.
Posà molt de capital a la borsa de Barcelona, sobretot en el Banc Hispano-Colonial. La seva desaparició, com la d'altres petites entitats bancàries, es degué a la forta competitivitat en el sector, però la forta crisi borsària del període 1882-1884 també va tenir un paper decisiu en la seva crisi. Les baixes dels valors borsaris i la retracció dels capitals obligaren a la seva fusió, juntament amb el Banc de les Balears, amb el Canvi Mallorquí. La fusió es materialitzà el 1884.